# ريتشارد ريف باكستر
ريتشارد ريف باكستر (بالإنجليزية: Richard Reeve Baxter)‏ هو قاضي وأستاذ جامعي وقانوني أمريكي، ولد في 14 فبراير 1921 في نيويورك في الولايات المتحدة، وتوفي في 25 سبتمبر 1980 في كامبريدج في المملكة المتحدة.